# Strzępiak gwiaździstozarodnikowy

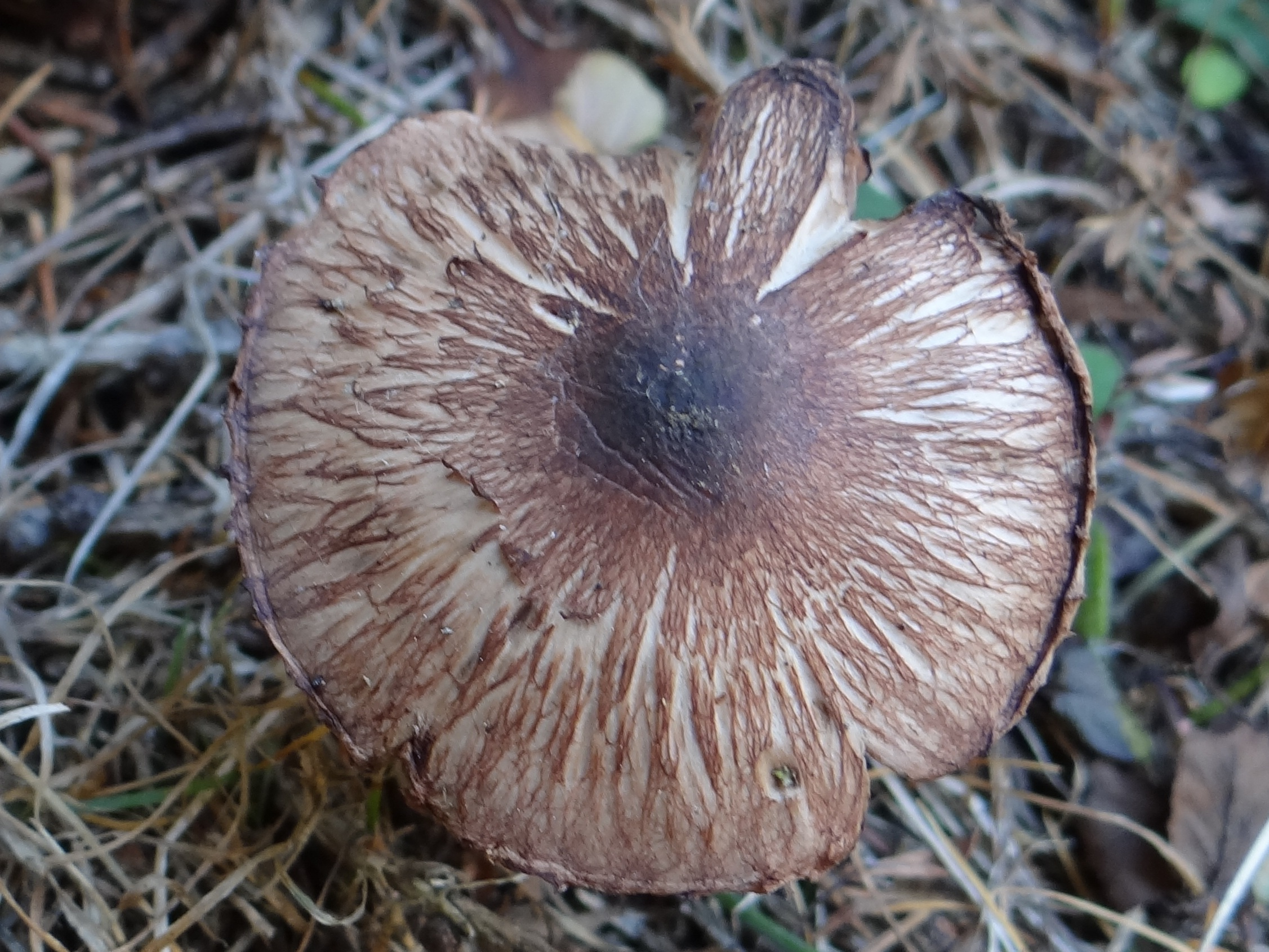

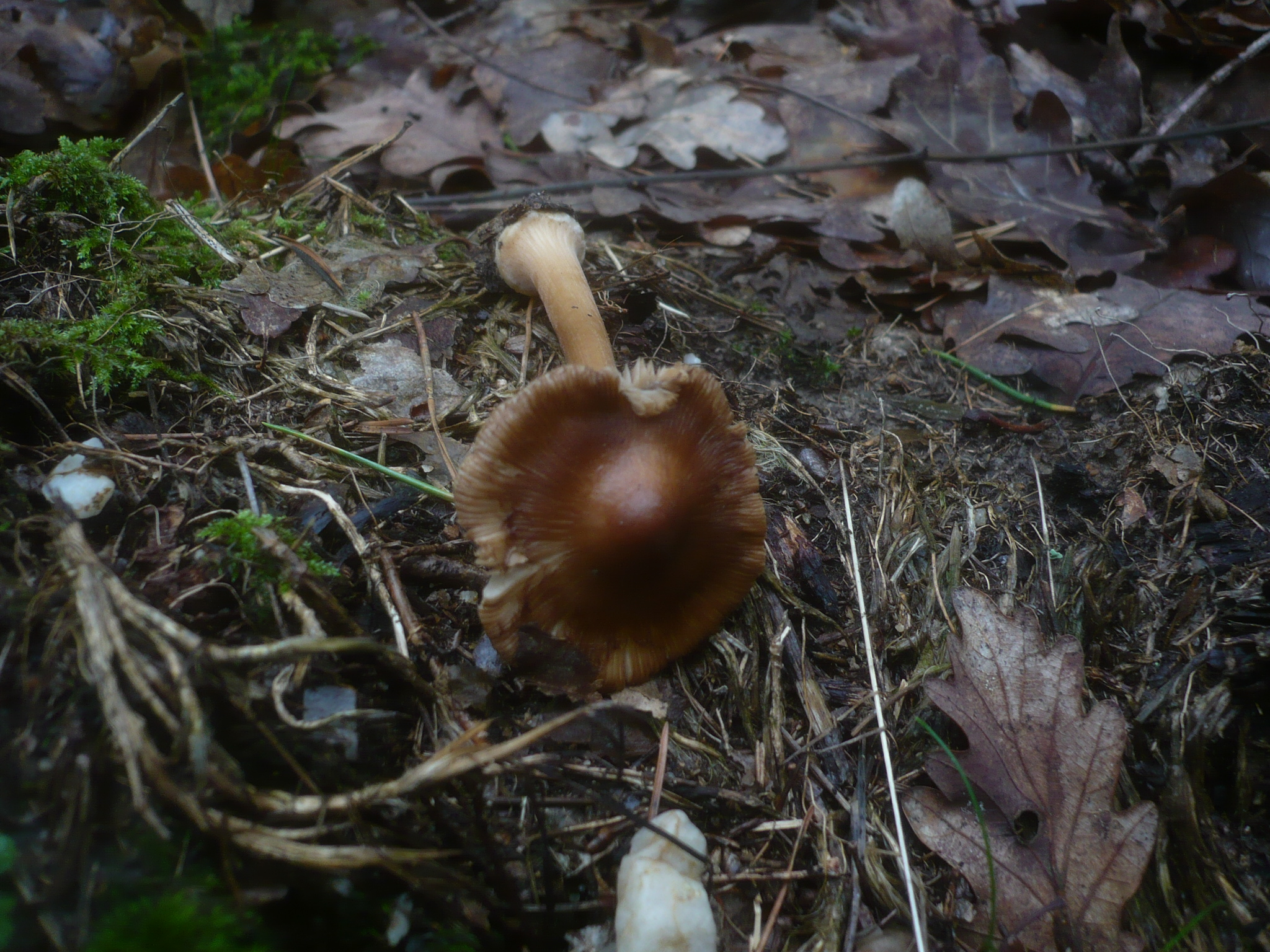
Trzon z charakterystyczną bulwką

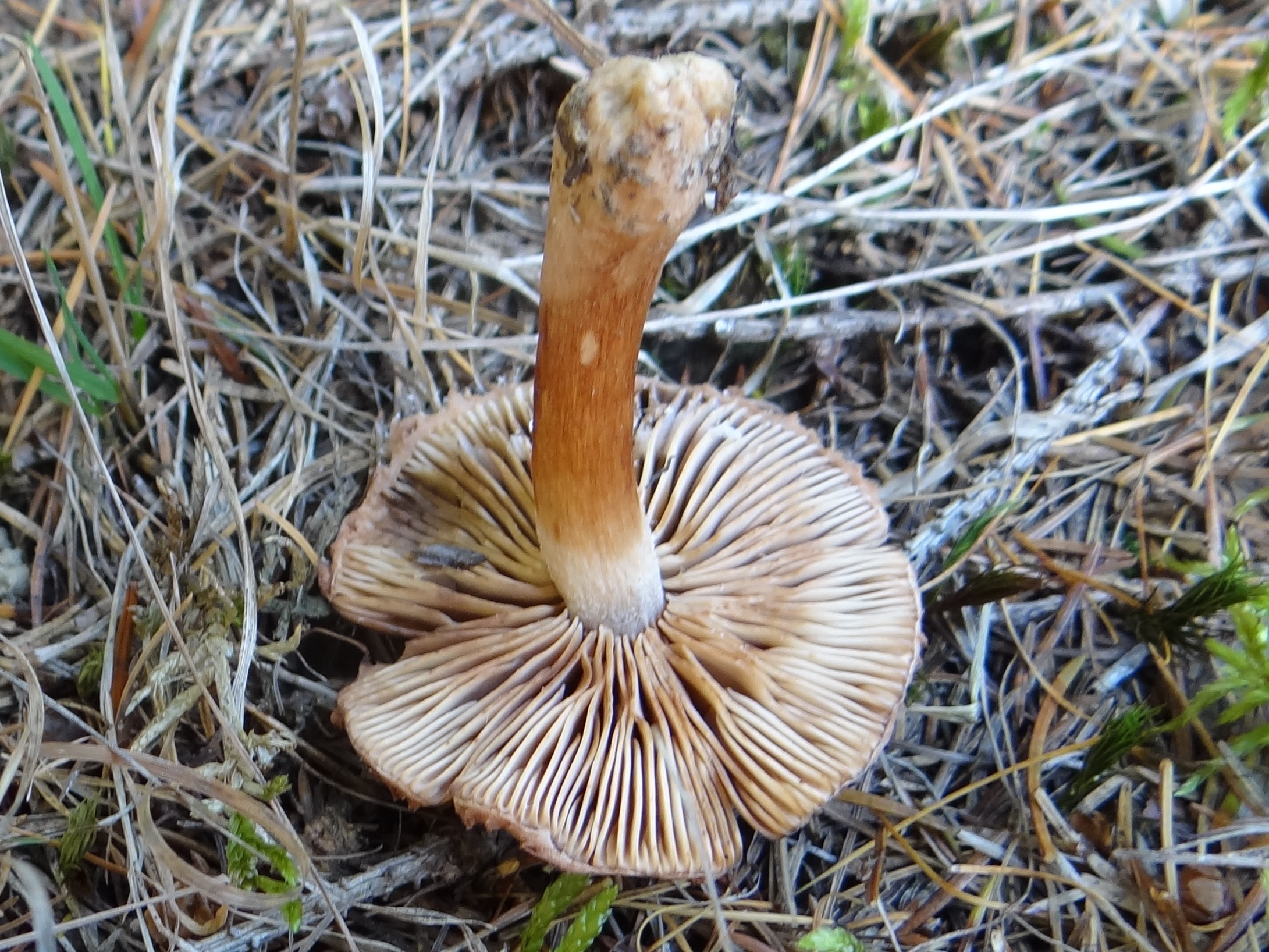

Strzępiak gwiaździstozarodnikowy (Inocybe asterospora Quél.) – gatunek grzybów z rodziny strzępiakowatych.

## Systematyka i nazewnictwo
Pozycja w klasyfikacji według Index Fungorum: Inocybe, Inocybaceae, Agaricales, Agaricomycetidae, Agaricomycetes, Agaricomycotina, Basidiomycota, Fungi.
Synonimy:

- Astrosporina asterospora (Quél.) Rea 1922
- Inocybe asterospora Quél. 1880, f. asterospora
- Inocybe asterospora f. minor Torrend
- Inocybe asterospora f. velata Bon & Carteret 2006

Nazwę polską podali Barbara Gumińska i Władysław Wojewoda w 1968 r., Andrzej Nespiak używał nazwy strzępiak gwiazdkowaty.

## Morfologia
Kapelusz
Średnica do 7 cm, kształt początkowo stożkowaty, później rozpostarty z wypukłym środkiem i nieco odgiętym brzegiem. Powierzchnia sucha i cała z wyjątkiem wierzchołka włókienkowata. W trakcie dojrzewania owocnika włókienka stają się coraz lepiej widoczne, szczególnie przy brzegu, a kapelusz od brzegów pęka.
Blaszki
Przy trzonie słabo zatokowato wycięte. Oprócz blaszek kompletnych występują międzyblaszki. Początkowo są brudnobiałe, potem szaroochrowe, w końcu brązowe. Mają równe, wełniste i biało orzęsione ostrza.
Trzon
Wysokość 5–9 cm, grubość 0,6–0,8 (1,2) cm, kształt walcowaty, równogruby z obrzeżoną bulwką w podstawie. Powierzchnia w górnej części jasna, brązowawa, czasami z czerwonym odcieniem, w dolnej ciemniejsza, rdzawobrunatna. Bulwka biaława. Cały trzon jest oszroniony.
Miąższ
W kapeluszu i w bulwce biały, w trzonie jasnobrązowy. Pod wpływem KOH żółknie. Ma słaby zapach, według niektórych podobny do zapachu spermy, według innych kwaskowaty, podobny do zapachu ziemi. Jest bez smaku.
Cechy mikroskopowe;
Wysyp zarodników jasnobrązowy. Zarodniki o gwiazdkowatym kształcie z 9–13 guzkami. Mają rozmiar 10–13,3 × 7–10 μm. Podstawki o rozmiarze 32 × 11 μm. Występują butelkowate cheilocystydy i pleurocystydy o rozmiarze (30) 50–70 × 10–20 μm. Są cienkościenne, jedynie szyjkę mają zgrubiałą. Na szczycie posiadają kryształki. Licznie występują, zwłaszcza w dolnej części trzonu podobne budowa i wielkością kaulocystydy.

## Występowanie i siedlisko
Odnotowano stanowiska tego gatunku w Ameryce Północnej, Europie, Korei, Japonii i Nowej Zelandii. W Polsce jest pospolity.
Występuje w lasach liściastych i mieszanych, rzadziej w iglastych. Rośnie na ziemi, w ściółce leśnej. Pojawia się od lipca do października. Najczęściej rośnie pod bukami, dębami, leszczynami i grabami, zwłaszcza na glebach piaszczystych i gliniastych.

## Znaczenie
Grzyb mikoryzowy. Dla ludzi grzyb silnie trujący.

## Gatunki podobne
- strzępiak porysowany (Inocybe rimosa). Ma jasnobrązowy kapelusz z ostrzejszym garbem, trzon białawy i u dojrzałych owocników cały promieniście popękany[6].
- strzepiak plamisty (Inocybe maculata). Jest słabo spękany (spod pęknięć nie widać białawej skórki kapelusza)[6].